# Pogonatherum biaristatum
Pogonatherum biaristatum är en gräsart som beskrevs av Shou Liang Chen och Guo Ying Sheng. Pogonatherum biaristatum ingår i släktet Pogonatherum och familjen gräs. Inga underarter finns listade i Catalogue of Life.